# ワンダーボーイ (ゲーム)
『ワンダーボーイ』 (WONDER BOY) は、セガ・エンタープライゼス（現・セガ）の横スクロールアクションゲーム。開発はエスケイプ（後のウエストン ビット エンタテインメント、現・LAT）。日本では1986年3月よりアーケードゲームとして稼働を開始した。アーケード版のシステム基板は「セガ・システム1」を使用している。
セガの1980年代作品としては、家庭用ゲーム機へ移植される機会が比較的多い。さらに、本作をベースにキャラクターを変更した『高橋名人の冒険島』としてファミリーコンピュータとMSXにも移植され、ハドソンから発売された。

## 概要
プレイヤーは主人公のボーイを操作し、悪玉のボスキャラ・キングにさらわれた恋人のティナの救出を目指す。
シンプルな操作方法とゲームシステムを持つアクションゲームで、見た目は簡単そうだが、ジャンプの着地点に迫ってくる敵キャラクターや、ジャンプによってギリギリ届く雲が乗った瞬間に落下するなど、敵の配置やギミックなどにより高い難易度となっている。
本作の開発は、テーカンより独立したスタッフによって設立されたゲーム会社のエスケイプが行い、ゲームデザインおよび音楽は『忍者くん 魔城の冒険』（1984年）を手掛けた西澤龍一が担当している。
続編として『ワンダーボーイ モンスターランド』（1987年）が稼働され、以後『モンスターワールドシリーズ』としてシリーズ化された。本作はそのシリーズや、『高橋名人の冒険島』の源流となっている。

## ゲーム内容
横スクロール型のアクションゲーム。全32面で、8エリア×4ラウンドで構成される。
2方向レバーと、「アタック・スピード」と「ジャンプ」の2ボタンで主人公のボーイを操作する。レバーでボーイが左右に移動し、「アタック・スピード」ボタンを押していると早く走ることができる。
着地している状態で「ジャンプ」ボタンを押すとボーイがジャンプする。ジャンプ中でも前後移動が可能。ジャンプの高さはボタンを押す長さでは変化しない。「アタック・スピード」ボタンを押しながらか、レバーで移動しながらだと「大ジャンプ」、どちらでもないか、スケボー（後述）に乗った状態でレバーを左に入れて減速している場合は「小ジャンプ」になる。
画面上部にはエネルギー（ゲーム中ではVITALITYと表記）がゲージで表示されている。エネルギーは時間の経過とともに減少し、空中に出現するフルーツや野菜のフードアイテムを取得すると回復する。岩などの障害物につまずくか、スケボーを失うことでもエネルギーは減少する。
ボーイが敵や障害物（つまづくだけのものを除く）と接触するか、画面下に落下するか、エネルギーがなくなるかのいずれかでボーイがやられてミスとなり、残数を1つ失う。残数がなくなるか、最終エリアをクリアするとゲームオーバー。1ラウンド中には中間地点が3つ（「2」～「4」と書かれた看板）があり、そこを通過してからミスすると、再スタートは最後に通過した看板の位置からになる。
道中はタマゴが落ちている。体当たりかオノ2回で割るとアイテムが出現し、さまざまな効果が得られる（後述）。
各エリアは海岸、洞窟、森、ボスの4つのラウンド構成となっており、各エリアの最後にはボスの「キング」が登場しボーイと対決する。各エリアのボスはティナの落とし物を持っており、それを奪還することでエリアクリアとなる。後半エリアは敵や行く手を阻む仕掛けが巧妙に配置されていたり、最終エリア8には条件を満たさないと進めなかったりなど、難易度が高くなっていく。
道中で出現するアイテムのドール（DOLL）を取るとラウンドクリア時のボーナス得点が2倍になる。さらに、すべてのエリアでDOLLを取得してエリア7をクリアすることが、エリア8の出現条件となる。DOLLは低次面では比較的発見しやすい場所にあるが、高次面では敵や障害物に体当たりしないと出ないなど、発見しづらくなっている。道中でDOLLを1つでも取りこぼしていた場合はエリア7が最終面となり、クリアするとエリア8のクリア時と同じエンディングが流れゲームが終了する。

### アイテム
以下のアイテムはタマゴから出現する。
オノ
「アタック・スピード」ボタンでオノ（石斧）を2連射まで投げて、敵を倒せるようになる。ミスするまで有効。
スケボー
スケボーに乗ることができ、1度だけ敵や障害物に接触に耐えられる（その際はつまづいて、スケボーと少しのエネルギーを失う）。かわりに強制的に前進し、レバー操作は加速と減速になって、静止や後退ができなくなる。速度に慣性はなく、レバー方向により即座に3段階で速度が変わる。スケボーに乗ったままクリアすると次のラウンドに引き継げるが、ラウンド4のボスの前に到達すると、強制的につまづいてスケボーは消滅する。
ミルク
エネルギーが10目盛り回復する。スケボーに乗った状態でスケボーが入っているタマゴを割るとこれが出現する。
ビッグミルク
エネルギーが全快する。全快または1目盛りだけ少ない状態で取得すると、エネルギー回復のかわりに1万点のボーナス。
キノコ
そのラウンド中、フードアイテムがアイス、ケーキ、プリン、ハンバーガーに変化し、取得したときの得点が50～200点から一律500点に、ポテトの得点も2倍になる。
天使
出現するとボーイが一定時間無敵になり、敵や障害物を体当たりで倒せるようになる。1度の無敵中に多くの敵や障害物を倒すと、その1回あたりの得点が50点から10000点まで増加していく。
死神
まだら模様の「毒卵」を壊すと出現。出現すると一定時間取りつかれ、その間はBGMが遅くなってエネルギーの消耗が早くなる。天使による無敵中に出現すると、即座に消滅して1万点のボーナス得点。取りつかれている間にさらに死神が出現しても時間は延長されない。取りつかれている間にゴールすると5千点のボーナス得点。
以下のアイテムはタマゴ以外から出現する。
ドール
各ラウンドに1つずつ配置されている。取得するとクリア時の残りエネルギーボーナスが2倍になる。低次面ではわかりやすい場所にすぐ出現するが、高次面では隠されており、特定の敵や障害物を倒さずに体当たりすることで出現する。すべてを取得したうえでエリア7をクリアすると、エリア8に到達できる。最終エリアのクリア時は、取得したドール✕1万点のボーナスが得られる。
ハイビスカス
ドールを取得したあとミスして戻され、再びドールの出現条件を満たすと代わりに出現する。取得すると500点。
E・S・Cパネル
各ラウンドに1枚ずつ隠されており、その箇所にオノを当てるかジャンプで出現する。最初は「E」が出現し、次の出現では「S」、その次は「C」が出現する。取得するとボーナス点。出現順はゲームオーバー後の次のプレイにも引き継がれ、2人交互プレイ時は双方のプレイヤーで共有される。「ESC」は開発会社の社名「ESCAPE」に由来している。
1UP
「C」のパネルの次に、パネルの出現箇所から出現する。取得するとボーイの残数が1増える。出現させると、次のパネル出現は「E」に戻る。
マルイのカード
後ろから走って迫ってくる敵「コヨーテ」を飛び越して、ボーイの右側にいるときに倒すと出現する。取得するとエネルギーが5目盛り回復する。
ポテト
特定の地点に隠されており、ジャンプすると出現する。取得するとエネルギーが5目盛り回復するほか、得点が500点（キノコ取得後は1000点）と他のフードアイテムより高い。
ティナの落とし物
エリア1～7のボスを倒すと出現。取得しても0点だが、そのラウンドのクリアに必要。取得せずにゴールに行こうとすると、本来は上昇するゴール高台前の床が落ちてしまってクリア不可能となり、その下の穴に落ちてミスするしかなくなる。

## 他機種版
リメイクに近い作品についても記載・解説する。
| No. | タイトル                                                                    | 発売日                                   | 対応機種                                    | 開発元           | 発売元                      | メディア                                | 型式                   | 備考                                                             |
| --- | --------------------------------------------------------------------------- | ---------------------------------------- | ------------------------------------------- | ---------------- | --------------------------- | --------------------------------------- | ---------------------- | ---------------------------------------------------------------- |
| 1   | ワンダーボーイ                                                              | 1986年                                   | SG-1000                                     | セガ             | セガ                        | マイカード                              | C-69                   |                                                                  |
| 2   | Wonder Boy                                                                  | 1987年                                   | Amstrad CPC コモドール64 ZX Spectrum        | アクティビジョン | アクティビジョン            | カセットテープ フロッピーディスク       | -                      | 北米ではコモドール64版のみ発売                                   |
| 3   | スーパーワンダーボーイ Wonder Boy                                           | 1987年3月22日 1987年6月 1987年           | セガ・マークIII セガ・マスターシステム      | ウエストン       | セガ                        | 1メガビットロムカセット                 | G-1316 5068 MK-5067-50 |                                                                  |
| 4   | ワンダーボーイ                                                              | 1990年12月8日 1991年6月                  | ゲームギア                                  | ウエストン       | セガ                        | 1メガビットロムカセット                 | G-3205 2302            |                                                                  |
| 5   | セガエイジス2500シリーズ Vol.29 モンスターワールド コンプリートコレクション | 2007年3月8日                             | PlayStation 2                               | エムツー         | セガ                        | CD-ROM                                  | SLPM-62760             | アーケード版の移植                                               |
| 6   | スーパーワンダーボーイ                                                      | 2008年4月8日 2008年4月11日 2008年5月31日 | Wii                                         | ウエストン       | セガ                        | ダウンロード （バーチャルコンソール）   | -                      | セガ・マークIII版の移植 2019年1月31日 配信・販売終了             |
| 7   | ワンダーボーイ                                                              | 2014年7月10日                            | PlayStation 4 (PlayStation Network)         | ウエストン       | ハムスター                  | ダウンロード （アーケードアーカイブス） | CUSA-00647             | アーケード版の移植                                               |
| 8   | ワンダーボーイ リターンズ                                                   | INT 2016年10月13日                       | Windows                                     | CFK              | CFK                         | ダウンロード (Steam)                    | -                      |                                                                  |
| 9   | ワンダーボーイ リターンズ                                                   | 2017年3月30日                            | PlayStation 4 (PlayStation Network)         | CFK              | CFK                         | ダウンロード                            | -                      |                                                                  |
| 10  | ワンダーボーイ リターンズ リミックス                                        | INT 2019年5月23日                        | Nintendo Switch                             | CFK              | CFK                         | ダウンロード                            | -                      |                                                                  |
| 11  | ワンダーボーイ リターンズ リミックス                                        | INT 2019年8月8日 2019年8月9日            | Windows PlayStation 4                       | CFK              | CFK                         | ダウンロード (Steam)                    | -                      |                                                                  |
| 12  | ワンダーボーイ                                                              | - 2020年12月17日                         | アストロシティミニ                          | 瑞起             | セガトイズ(発売) セガ(販売) | プリインストール                        | -                      | アーケード版の移植 本体に予め収録された36タイトル(+おまけ1)の1つ |
| 13  | ワンダーボーイ アルティメット コレクション                                  | - 2023年2月17日                          | Nintendo Switch PlayStation 4 PlayStation 5 | ININ Games       | Bliss Brain                 | ゲームカード BD-ROM ダウンロード        | -                      | アーケード、SG-1000、マークIII、ゲームギア版の移植               |

主な移植版の解説
SG-1000版
SG-1000のマイカードで発売。当時のプレイヤーには全機種用と呼ばれていた。ハードの性能の都合上、グラフィックも内容もアーケード版と比較するとほとんど別のゲームと言えるような移植だった。BGMはすべて別の曲に差し替えられ、全5ステージ、各ステージの最後にボスがいるという構成に変更されている。
セガ・マークIII版
タイトルにスーパーが付与され（国内版のみ）、セガ・マークIII専用のゴールドカートリッジで発売された。ハードの性能の向上と後発なだけあり、グラフィックとゲーム内容はほぼアーケード版に準拠した移植となった。なお独自要素として、エリア8以降にオリジナル面が8ステージと新ボスが追加されており全40面となる。
ゲームギア版
ゲームギアの初期にリリースされた、上記のスーパーワンダーボーイを携帯機向けに移植したもの。解像度の違いから画面サイズが小さくなりゲームバランスが若干変わっている、一部のサウンドがステレオ化もされているなどの差異がある。
PlayStation 2版
PlayStation 2のセガエイジス2500シリーズの1作として発売された。アーケード版および、過去にセガのハードに移植されたシリーズ・直系作品が全収録されている。また開発時の資料やインストラクションカードなどを収録したアーカイブスモードや、自分のプレイの保存機能や上級プレイヤーによるスーパープレイを収録など盛りだくさんな内容。
アストロシティミニ版
セガグループの1社であるセガトイズがリリースした「アストロシティミニ」に収録。「アストロシティミニ」は往年のセガ製汎用アーケードゲーム用筐体「アストロシティ」を外観のモチーフとし、1980年代から1990年代中期のアーケードゲーム36作品（+おまけ1作品）がプリインストールされた「復刻系ゲーム機」である。
基本的にAC版オリジナルを（ほぼ）そのまま収録しているが、本体の機能として「どこでもセーブ」（ステートセーブ）などプレイに便利な機能を利用できる。
なお本機には、アーケードゲーム版の続編『～モンスターランド』・『～モンスター・レアー』も同時収録されている。
リメイク作品『ワンダーボーイ リターンズ』
韓国のCFK（前身はサイバーフロント コリア）から2016年にリリースされたリメイク作品。アーケード版のコアスタッフである西澤龍一が監修した新ステージも追加されている。
2019年には「チャージショット」や，初心者向けの「ビギナーモード」などを追加した増補改訂版『ワンダーボーイ リターンズ リミックス』がリリース。同年にはビギナーモード限定で使用可能だったティナが他モードでも使用可能になるなどのアップグレードが成された。

## 評価
アーケード版
- ゲーメストムック『ザ・ベストゲーム2』（1998年）では『名作・秀作・天才的タイトル』と認定された「ザ・ベストゲーム」に選定され、ライターのDANは本作には多彩なステージが存在し、様々なテクニックが必要である事を指摘した他、キャラクター造形のコミカルさや動作などで人気があった事を指摘し、「マニアから一般プレイヤーまで幅広いプレイヤーの指示を受け、ロングヒットとなった」と肯定的に評価した[3]。
- ゲーム本『甦る 20世紀アーケードゲーム大全 Vol.2 アクションゲーム・シューティングゲーム熟成期編』では、見た目に反し高難易度であり初心者が楽しめるのは序盤だけであると指摘、さらに体力メーターが時間の経過と共に減少するシステムに関して「慎重に進んでいくことすらままならず、難易度を押し上げている」と指摘した[2]。さらに戻り復活を採用している事から「エリアをクリアするまで何度でも難所にチャレンジしなければならない」とした上で「非常に厳しい仕様」と否定的に評価した[2]。